# Austrian Football League 1988
La Austrian Football League 1988 è stata la 4ª edizione del campionato austriaco di football americano di primo livello, organizzato dalla AFBÖ.
I dati noti sono molto incompleti.

## Squadre partecipanti
| Club                       | Città          | Stadio | Sponsor ufficiale | Risultato nella stagione |
| -------------------------- | -------------- | ------ | ----------------- | ------------------------ |
| Graz Giants                | Graz           |        |                   |                          |
| Hallein Diggers            | Hallein        |        |                   |                          |
| Klosterneuburg Mercenaries | Klosterneuburg |        |                   |                          |
| Linz Rhinos                | Linz           |        |                   |                          |
| Montfort Hawks             | Feldkirch      |        |                   |                          |
| Salzburg Lions             | Salisburgo     |        |                   |                          |
| Vienna Ramblocks           | Vienna         |        |                   |                          |
| Vienna Vikings             | Vienna         |        |                   |                          |

## Stagione regolare

### Incontri
| Vienna 26 marzo 1988 | Vienna Ramblocks | 12 – 27 | Vienna Vikings | Schmelz Sportzentrum |

| Vienna 2 aprile 1988 | Vienna Vikings | 14 – 25 | Graz Giants | Schmelz Sportzentrum |

| Klosterneuburg 23 aprile 1988 | Klosterneuburg Mercenaries | 0 – 41 | Vienna Vikings |  |

| Feldkirch 30 aprile 1988 | Montfort Hawks | 0 – 42 | Vienna Vikings |  |

| Vienna 7 maggio 1988 | Vienna Vikings | 52 – 6 | Vienna Ramblocks | Schmelz Sportzentrum |

| Graz 21 maggio 1988 | Graz Giants | 40 – 22 | Vienna Vikings |  |

| Vienna 28 maggio 1988 | Vienna Vikings | 12 – 0 | Klosterneuburg Mercenaries | Schmelz Sportzentrum |

### Classifica
La classifica della regular season è la seguente:
- PCT = percentuale di vittorie, G = partite giocate, V = partite vinte,  P = partite perse, PF = punti fatti, PS = punti subiti

#### Girone 1
| Pos. | Squadra                    | PCT   | G | V | N | P   | PF    | PS   |
| ---- | -------------------------- | ----- | - | - | - | --- | ----- | ---- |
| 1    | Graz Giants                | 1.000 | 8 | 8 | 0 | 0   | 347   | 96   |
| 2    | Vienna Vikings             | .750  | 8 | 6 | 0 | 2   | 210+? | 83+? |
| ?    | Klosterneuburg Mercenaries | ?     | 8 | ? | ? | 2+? | 0+?   | 53+? |
| ?    | Vienna Ramblocks           | ?     | 8 | ? | ? | ?   | ?     | ?    |

#### Girone 2
| Pos. | Squadra         | PCT | G | V | N | P | PF | PS |
| ---- | --------------- | --- | - | - | - | - | -- | -- |
| 1    | Montfort Hawks  | ?   | 8 | ? | ? | ? | ?  | ?  |
| 2    | Hallein Diggers | ?   | 8 | ? | ? | ? | ?  | ?  |
| ?    | Salzburg Lions  | ?   | 8 | ? | ? | ? | ?  | ?  |
| ?    | Linz Rhinos     | ?   | 8 | ? | ? | ? | ?  | ?  |

## Playoff

### Tabellone
|  | Semifinali | Semifinali      | Semifinali |                |     | Austrian Bowl IV | Austrian Bowl IV | Austrian Bowl IV |  |
|  |            |                 |            |                |     |                  |                  |                  |  |
|  | 1-1        | Graz Giants     | 54         |                |     |                  |                  |                  |  |
|  | 1-1        | Graz Giants     | 54         |                |     |                  |                  |                  |  |
|  | 2-2        | Hallein Diggers | 14         |                |     |                  |                  |                  |  |
|  | 2-2        | Hallein Diggers | 14         |                | 1-1 | Graz Giants      | 33               |                  |  |
|  |            |                 |            |                | 1-1 | Graz Giants      | 33               |                  |  |
|  |            |                 | 2-1        | Vienna Vikings | 15  |                  |                  |                  |  |
|  | 1-2        | Montfort Hawks  | 2-1        | Vienna Vikings | 15  | 12               |                  |                  |  |
|  | 1-2        | Montfort Hawks  |            |                |     |                  |                  |                  |  |
|  | 2-1        | Vienna Vikings  | 40         |                |     |                  |                  |                  |  |

### Semifinali
| Feldkirch 19 giugno 1988 | Montfort Hawks | 12 – 40 | Vienna Vikings |  |

| 1988 | Graz Giants | 54 – 14 | Hallein Diggers |  |

### Austrian Bowl IV
| Vienna 3 luglio 1988 | Graz Giants | 33 – 15 | Vienna Vikings | Schmelz Sportzentrum |

## Verdetti
- Graz Giants Campioni dell'Austria 1988